# Sopot Open 2007 - Qualificazioni singolare
Le qualificazioni del torneo di singolare del Sopot Open 2007 sono state un torneo di tennis preliminare per accedere alla fase finale della manifestazione.
I vincitori dell'ultimo turno sono entrati di diritto nel tabellone principale. In caso di ritiro di uno o più giocatori aventi diritto a questi sono subentrati i lucky loser, ossia i giocatori che hanno perso nell'ultimo turno ma che avevano una classifica più alta rispetto agli altri partecipanti che avevano comunque perso nel turno finale.
Il tabellone prevedeva 32 partecipanti di cui 4 sono entrati nel tabellone principale.

## Teste di serie
1. Juan-Pablo Brzezicki (ultimo turno)
2. Olivier Patience (Qualificato)
3. Gastón Gaudio (ultimo turno)
4. Boris Pašanski (Qualificato)

1. Pablo Cuevas (ultimo turno)
2. Mathieu Montcourt (primo turno)
3. Steve Darcis (Qualificato)
4. Jurij Ščukin (ultimo turno)

## Qualificati
1. Máximo González
2. Olivier Patience

1. Steve Darcis
2. Boris Pašanski

## Tabellone

### Legenda
| - Q = Qualificato - WC = Wild card - LL = Lucky loser | - ALT = Alternate - SE = Special Exempt - PR = Protected Ranking | - w/o = Walkover - r = Ritirato - d = Squalificato |

### Sezione 1
|  | Primo turno      | Primo turno          | Primo turno          | Primo turno | Primo turno |  |  | Secondo turno   | Secondo turno        | Secondo turno        | Secondo turno   | Secondo turno |   |   | Ultimo turno | Ultimo turno         | Ultimo turno | Ultimo turno | Ultimo turno |  |
|  |                  |                      |                      |             |             |  |  |                 |                      |                      |                 |               |   |   |              |                      |              |              |              |  |
|  | 1                | Juan-Pablo Brzezicki | Juan-Pablo Brzezicki | 6           | 6           |  |  |                 |                      |                      |                 |               |   |   |              |                      |              |              |              |  |
|  |                  | Marek Mrozek         | Marek Mrozek         | 1           | 1           |  |  | 1               | Juan-Pablo Brzezicki | Juan-Pablo Brzezicki | 6               | 6             |   |   |              |                      |              |              |              |  |
|  | Diego Junqueira  | Diego Junqueira      | Diego Junqueira      | 6           | 6           |  |  |                 | Diego Junqueira      | Diego Junqueira      | 3               | 3             |   |   |              |                      |              |              |              |  |
|  | Piotr Cialkowski | Piotr Cialkowski     | Piotr Cialkowski     | 0           | 0           |  |  |                 |                      |                      |                 |               |   |   | 1            | Juan-Pablo Brzezicki | 6            | 4            | 1            |  |
|  | Marcin Gawron    | Marcin Gawron        | Marcin Gawron        | 6           | 6           |  |  |                 |                      |                      | Máximo González | 4             | 6 | 6 |              |                      |              |              |              |  |
|  | Piotr Dilaj      | Piotr Dilaj          | Piotr Dilaj          | 3           | 3           |  |  | Marcin Gawron   | Marcin Gawron        | Marcin Gawron        | 3               | 2             |   |   |              |                      |              |              |              |  |
|  |                  | Máximo González      | Máximo González      | 6           | 6           |  |  | Máximo González | Máximo González      | Máximo González      | 6               | 6             |   |   |              |                      |              |              |              |  |
|  | 6                | Mathieu Montcourt    | Mathieu Montcourt    | 2           | 3           |  |  |                 |                      |                      |                 |               |   |   |              |                      |              |              |              |  |

### Sezione 2
|  | Primo turno         | Primo turno         | Primo turno         | Primo turno | Primo turno |  |  | Secondo turno | Secondo turno    | Secondo turno | Secondo turno | Secondo turno |   |    | Ultimo turno | Ultimo turno     | Ultimo turno | Ultimo turno | Ultimo turno |  |
|  |                     |                     |                     |             |             |  |  |               |                  |               |               |               |   |    |              |                  |              |              |              |  |
|  | 2                   | Olivier Patience    | Olivier Patience    | 6           | 6           |  |  |               |                  |               |               |               |   |    |              |                  |              |              |              |  |
|  |                     | Pawel Dilaj         | Pawel Dilaj         | 3           | 3           |  |  | 2             | Olivier Patience | 6             | 2             | 6             |   |    |              |                  |              |              |              |  |
|  | Adam Chadaj         | Adam Chadaj         | Adam Chadaj         | 6           | 6           |  |  |               | Adam Chadaj      | 2             | 6             | 3             |   |    |              |                  |              |              |              |  |
|  | Tomasz Krzyszkowski | Tomasz Krzyszkowski | Tomasz Krzyszkowski | 0           | 1           |  |  |               |                  |               |               |               |   |    | 2            | Olivier Patience | 7            | 3            | 7            |  |
|  | Hugo Armando        | Hugo Armando        | Hugo Armando        | 6           | 6           |  |  |               |                  | 8             | Jurij Ščukin  | 62            | 6 | 65 |              |                  |              |              |              |  |
|  | Bojan Szumanski     | Bojan Szumanski     | Bojan Szumanski     | 4           | 2           |  |  |               | Hugo Armando     | Hugo Armando  | 1             | 5             |   |    |              |                  |              |              |              |  |
|  | 8                   | Jurij Ščukin        | Jurij Ščukin        | 6           | 6           |  |  | 8             | Jurij Ščukin     | Jurij Ščukin  | 6             | 7             |   |    |              |                  |              |              |              |  |
|  |                     | David Kuczer        | David Kuczer        | 1           | 2           |  |  |               |                  |               |               |               |   |    |              |                  |              |              |              |  |

### Sezione 3
|  | Primo turno     | Primo turno      | Primo turno      | Primo turno | Primo turno |  |  | Secondo turno | Secondo turno | Secondo turno | Secondo turno | Secondo turno |   |   | Ultimo turno | Ultimo turno  | Ultimo turno  | Ultimo turno | Ultimo turno |  |
|  |                 |                  |                  |             |             |  |  |               |               |               |               |               |   |   |              |               |               |              |              |  |
|  | 3               | Gastón Gaudio    | Gastón Gaudio    | 6           | 6           |  |  |               |               |               |               |               |   |   |              |               |               |              |              |  |
|  |                 | Pawel Glodkowski | Pawel Glodkowski | 0           | 0           |  |  | 3             | Gastón Gaudio | Gastón Gaudio | 6             | 6             |   |   |              |               |               |              |              |  |
|  | Kacper Owsian   | Kacper Owsian    | Kacper Owsian    | 7           | 6           |  |  |               | Kacper Owsian | Kacper Owsian | 2             | 3             |   |   |              |               |               |              |              |  |
|  | Pawel Poziomski | Pawel Poziomski  | Pawel Poziomski  | 5           | 4           |  |  |               |               |               |               |               |   |   | 3            | Gastón Gaudio | Gastón Gaudio | 2            | 0            |  |
|  | Jakub Piter     | Jakub Piter      | Jakub Piter      | 6           | 7           |  |  |               |               | 7             | Steve Darcis  | Steve Darcis  | 6 | 6 |              |               |               |              |              |  |
|  | Michal Sekula   | Michal Sekula    | Michal Sekula    | 3           | 5           |  |  |               | Jakub Piter   | Jakub Piter   | 0             | 1             |   |   |              |               |               |              |              |  |
|  | 7               | Steve Darcis     | Steve Darcis     | 6           | 6           |  |  | 7             | Steve Darcis  | Steve Darcis  | 6             | 6             |   |   |              |               |               |              |              |  |
|  |                 | Pawel Syrewicz   | Pawel Syrewicz   | 0           | 1           |  |  |               |               |               |               |               |   |   |              |               |               |              |              |  |

### Sezione 4
|  | Primo turno        | Primo turno          | Primo turno          | Primo turno | Primo turno |  |  | Secondo turno | Secondo turno  | Secondo turno | Secondo turno | Secondo turno |   |   | Ultimo turno | Ultimo turno   | Ultimo turno   | Ultimo turno | Ultimo turno |  |
|  |                    |                      |                      |             |             |  |  |               |                |               |               |               |   |   |              |                |                |              |              |  |
|  | 4                  | Boris Pašanski       | Boris Pašanski       | 6           | 6           |  |  |               |                |               |               |               |   |   |              |                |                |              |              |  |
|  |                    | Artur Romanowski     | Artur Romanowski     | 2           | 1           |  |  | 4             | Boris Pašanski | 3             | 6             | 6             |   |   |              |                |                |              |              |  |
|  | Ivo Minář          | Ivo Minář            | Ivo Minář            | 6           | 6           |  |  |               | Ivo Minář      | 6             | 4             | 4             |   |   |              |                |                |              |              |  |
|  | Slawomir Szeremeta | Slawomir Szeremeta   | Slawomir Szeremeta   | 1           | 0           |  |  |               |                |               |               |               |   |   | 4            | Boris Pašanski | Boris Pašanski | 6            | 6            |  |
|  | Dariusz Lipka      | Dariusz Lipka        | 63                   | 6           | 4           |  |  |               |                | 5             | Pablo Cuevas  | Pablo Cuevas  | 3 | 1 |              |                |                |              |              |  |
|  | Andrzej Grusiecki  | Andrzej Grusiecki    | 7                    | 3           | 2r          |  |  |               | Dariusz Lipka  | Dariusz Lipka | 3             | 1             |   |   |              |                |                |              |              |  |
|  | 5                  | Pablo Cuevas         | Pablo Cuevas         | 7           | 6           |  |  | 5             | Pablo Cuevas   | Pablo Cuevas  | 6             | 6             |   |   |              |                |                |              |              |  |
|  |                    | Oleksandr Dolgopolov | Oleksandr Dolgopolov | 65          | 2           |  |  |               |                |               |               |               |   |   |              |                |                |              |              |  |